# The Medallion (film 1911)
The Medallion è un cortometraggio muto del 1911. Il nome del regista non viene riportato nei credit del film, prodotto dalla Selig.

## Produzione
Il film fu prodotto dalla Selig Polyscope Company. Venne girato a Santa Barbara Mission, Santa Barbara, California.

## Distribuzione
Distribuito dalla General Film Company, il film - un cortometraggio di una bobina - uscì nelle sale cinematografiche statunitensi il 9 marzo 1911.